# 天主教里奧阿查教區
天主教里奧阿查教區（拉丁語：Dioecesis Riviascianensis）是哥倫比亞一個羅馬天主教教區，屬巴蘭基亞總教區。
教區的前身是一個宗座代牧區，於1952年12月4日成立。宗座代牧區於1988年6月28日升為教區。
教區管轄瓜希拉省大部，教座位於該省首府里奧阿查，2010年時有900,000名教友（佔轄區總人口83.1%）、23個堂區和38名司鐸。現任教區主教為方濟各·安多尼·塞瓦略斯-埃斯科巴爾，榮休主教為赫門·拉里奧斯-希梅內斯和埃克托·依納爵·薩拉-蘇萊塔。